# Смъртичи
Смъртичи (на сръбски: Смртићи) е село в Босна и Херцеговина, разположено в община Соколац, в ентитета на Република Сръбска. Населението му според преброяването през 2013 г. е 29 души, от тях: 29 (100 %) сърби.

## Население
Численост на населението според преброяванията през годините:
- 1961 – 165 души
- 1971 – 126 души
- 1981 – 101 души
- 1991 – 64 души
- 2013 – 29 души